# Bert van den Dool
Bert van den Dool (Amsterdam, 12 mei 1949) is een Nederlands acteur, presentator en producent. Van den Dool presenteerde een tijd lang het autoprogramma RTL Autowereld bij RTL 4. Ook is hij bekend als Gerard Dendermonde in de soapserie Goede tijden, slechte tijden. Op 26 juni 2011 werd hij tijdens het presenteren van de Brouwers Boulevard Sprint op de Welle in Deventer aangereden toen de bestuurder van een De Tomaso Pantera de macht over het stuur verloor.

## Carrière
- In de Vlaamsche pot - Vader (Afl. Puistje, 1990)
- FC de Kampioenen - Pieter-Paul Peereboom (1992)
- Goede tijden, slechte tijden - Gerard Dendermonde (1992-1993, 1996, 1998)
- Oppassen!!! - Dick van Duyn (1993)
- Max - Harry (1994)
- 101 Echte Dalamatiërs - stem van Erwin, Portier, Politieman 1 & Arts (1996)
- Toen was geluk heel gewoon - Bob Tukker (1998, 2000)
- Baantjer - Ron van Veen (1998)
- Flikken - Robby (1999)